# Siarczan potasu
Siarczan potasu, K
2SO
4 – nieorganiczny związek chemiczny, sól kwasu siarkowego i potasu.
W temperaturze pokojowej związek ten tworzy bezbarwne kryształy rozpuszczalne w wodzie i nierozpuszczalne w alkoholu. Temperatura topnienia 1069 °C. Otrzymywany jest w wyniku wymiany podwójnej pomiędzy kizerytem (MgSO
4·H
2O) lub szenitem (K
2SO
4·MgSO
4·6H
2O) i chlorkiem potasu. Znajduje zastosowanie jako nawóz mineralny, przy produkcji szkła i ałunów.